# سیارک ۴۰۵۸
سیارک ۴۰۵۸ (به انگلیسی: 4058 Cecilgreen، نامگذاری:1986JV) چهار هزار و پنجاه و هشتمین سیارک کشف شده‌است که در ۴ مه ۱۹۸۶ کشف شد.
قدر مطلق سیارک برابر ۱۱٫۴۰ است.